# Distretto di Iruma
Il distretto di Iruma (入間郡, Iruma-gun?) è uno dei distretti della prefettura di Saitama, in Giappone.
Attualmente fanno parte del distretto i comuni di Miyoshi, Moroyama e Ogose.
| Controllo di autorità | VIAF (EN) 152453224 · LCCN (EN) n81061664 · J9U (EN, HE) 987007564580705171 · NDL (EN, JA) 00392236 |